# ناسيمنتو سيلفيرا
ناسيمنتو سيلفيرا (11 أبريل 1981 بغوا في الهند - ) هو لاعب كرة قدم هندي في مركز الوسط. لعب مع United SC ‏.

## وصلات خارجية
- ناسيمنتو سيلفيرا على موقع قاعدة بيانات كرة القدم.إي يو (الإنجليزية)
- ناسيمنتو سيلفيرا على موقع Soccerway.com (الإنجليزية)